# Petra Vihar
Petra Vihar Penca (* 1979 als Petra Vihar) ist eine ehemalige slowenische Squashspielerin.

## Karriere
Petra Vihar spielte von 1999 bis 2004 auf der PSA World Tour und erreichte ihre höchste Platzierung in der Weltrangliste mit Rang 79 im April 2001. Mit der slowenischen Nationalmannschaft nahm sie 1996 und 2000 an den Europameisterschaften teil. Im Einzel stand sie 2004 und 2005 im Hauptfeld der Europameisterschaft. Beide Male schied sie in der ersten Runde aus, 2004 gegen Margriet Huisman und 2005 gegen Line Hansen. 1994 wurde Vihar erstmals slowenische Landesmeisterin und gewann diesen Titel bis 2005 insgesamt zehn weitere Male.
Nach einer schweren Verletzung beendete sie 2004 ihre professionelle Karriere und spielte nur noch auf nationaler Ebene.

## Erfolge
- Slowenische Meisterin: 11 Titel (1994–2005)